# Cricketpitch

Tekening van een cricketpitch

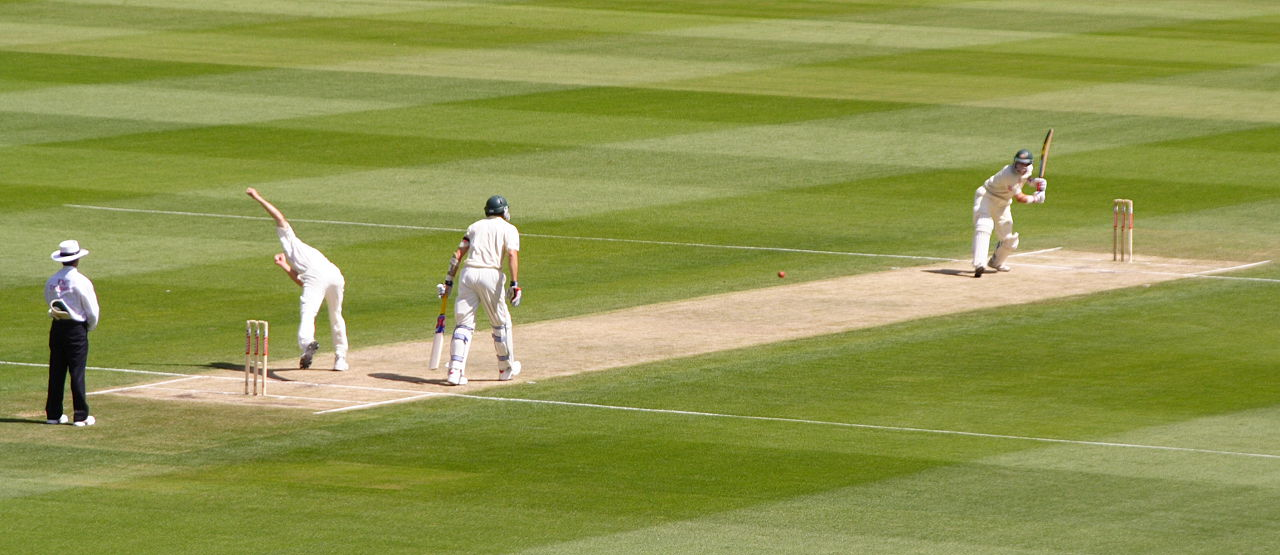
Afbeelding van een professionele cricketpitch

De cricket pitch (of gewoon pitch) is het centrale gedeelte van het cricketveld. De pitch is ruim 20 meter (precies 22 yard) lang en 3 meter breed. Het oppervlak van de cricketpitch is meestal heel glad. Op professionele cricketvelden is de pitch van gras. In Nederland bestaan slechts enkele pitches van gras. Alle andere pitches in Nederland zijn gemaakt van andere (kunstmatige) materialen, zoals kunstgras.
De cricketpitch bestaat uit enkele onderdelen:
- De stumps (3 palen), die samen het wicket vormen. De batsman moet dit wicket verdedigen, de batsman staat er dus voor.
- De bowling crease, een lijn om aan te geven waar de bowler vandaan hoort te bowlen naar het wicket en de batter.
- De popping crease, een lijn waar de bowler de bal moet hebben losgelaten. Als hij de bal daar nog niet losgelaten heeft is er sprake van een no-ball.
- De return crease, de plek waar de batsman terugkeert van het lopen van een run.